# Sede centrale del Banco de la Nación Argentina
La sede centrale del Banco de la Nación Argentina (in spagnolo: Casa Central del Banco de la Nación Argentina) è un edificio monumentale di Buenos Aires, capitale dell'Argentina. È situato sulla centralissima plaza de Mayo, a poche decine di metri dalla Casa Rosada.

## Storia e descrizione
Il sito dell'attuale edificio fu occupato dal 1855 al 1888 dal Teatro Colón, che fu inaugurato solennemente nel 1857. A seguito della crisi economica del 1890 il presidente argentino Carlos Pellegrini fondò il Banco de la Nación Argentina che trovò la sua sede nel vecchio fabbricato del teatro, che dal 1888 era stato trasferito nel sito attuale. L'edificio, nonostante la funzione completamente differente da quella precedente subì solamente alcune modifiche minimali. Occorrerà così attendere il 1910, con il progetto dell'architetto Adolf Büttner, per vedere la fisionomia del palazzo completamente rivoluzionata. In quell'occasione infatti la sede del Banco fu ampliata, grazie all'acquisizione di tutti gli altri edifici presenti nell'isolato, e la facciata modellata secondo lo stile parigino.
Nel 1938 Alejandro Bustillo presentò un nuovo, monumentale progetto per la sede centrale del Banco de la Nación. Il 17 settembre il presidente del Banco Jorge Santamaría pose la prima pietra del nuovo edificio. Il 21 luglio 1944 la nuova sede centrale del Banco de la Nación Argentina fu solennemente inaugurata. Dopo un blocco durato sei anni, gli ultimi lavori di completamento della struttura durarono dal 1950 al 1955. È stato dichiarato monumento nazionale.
All'interno, oltre agli uffici, è ospitata la Galleria d'arte Alejandro Bustillo che ospita al suo interno alcune opere di Clorindo Testa, Francisco Solano López e altri artisti.